# タレット (建築)

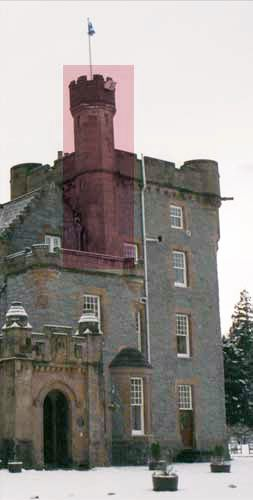
スコットランドの領主館にあるタレット（赤い部分）

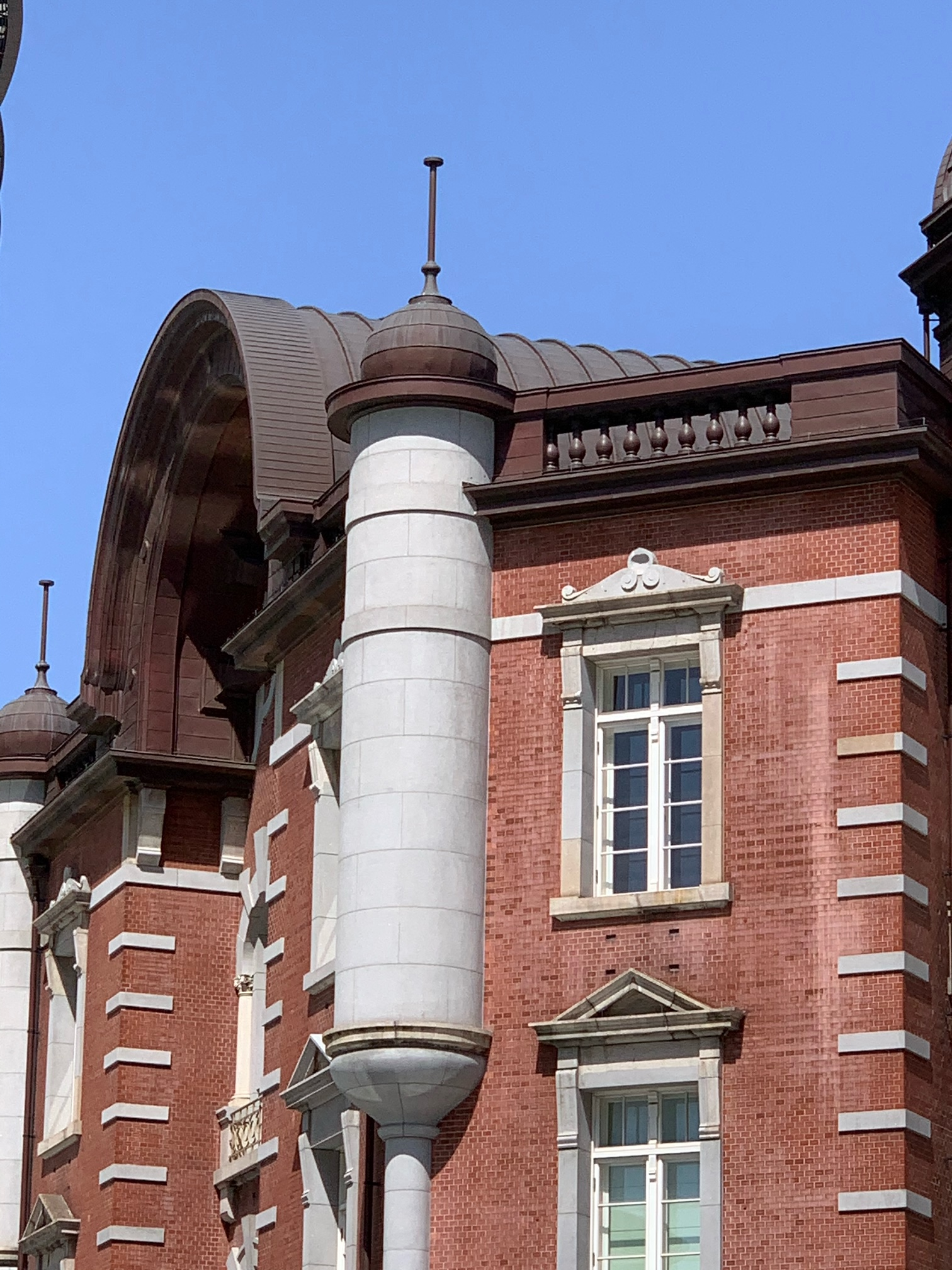
東京駅丸の内赤煉瓦駅舎に設置されたタレット

タレット（英語: turret）は、元々は中世の城や城壁などに設置された構造物であり、壁から張り出して上に向かって伸びている小さい塔である。その後、軍事的意味が薄れると、単なる装飾として設置されるようになった。形は円柱形のものが多い。語源はイタリア語の torretta（小塔）、およびラテン語の turris（塔）である。日本語では小塔と表記されることもある。日本の城では櫓に相当する構造物である。

## 概要
城を防御するために隣接する壁に対して援護射撃するための突き出た場所として使われた。大型の側防塔に比べて比較的安価に建てられるため、戦術上有利な地点に設ける必要不可欠な施設となっていった。13世紀になると、タレットの一種であり、建物の隅部の胸壁より上部に造られる張り出し櫓（Bartizan）が多く造られるようになった。
右の写真のように、タレットの上部が狭間胸壁となっているものや、尖った屋根があるものなど、その上部構造には様々なものがある。建物の他の部分より高いタレットは、階段付きの場合もある。しかし、タレットは必ずしも他の部分より高いとは限らない。その場合タレット内は通常の部屋の一部となっている。例えばこちらにある Chateau de Chaumont のタレットがそのようになっている。他にも現代の建築物でタレットのような形状を使っているものもある。
建築物には塔とタレット（小塔）の両方がある場合もある。塔とタレットの違いは高さではなく、タレットが建物の壁面から張り出しているという点にある。したがってタレットを設置することによって建物に余分な荷重がかかることになり、その大きさは建設時の技術水準によって制限される。古いタレットは持ち送りで支持されていた。

## ギャラリー

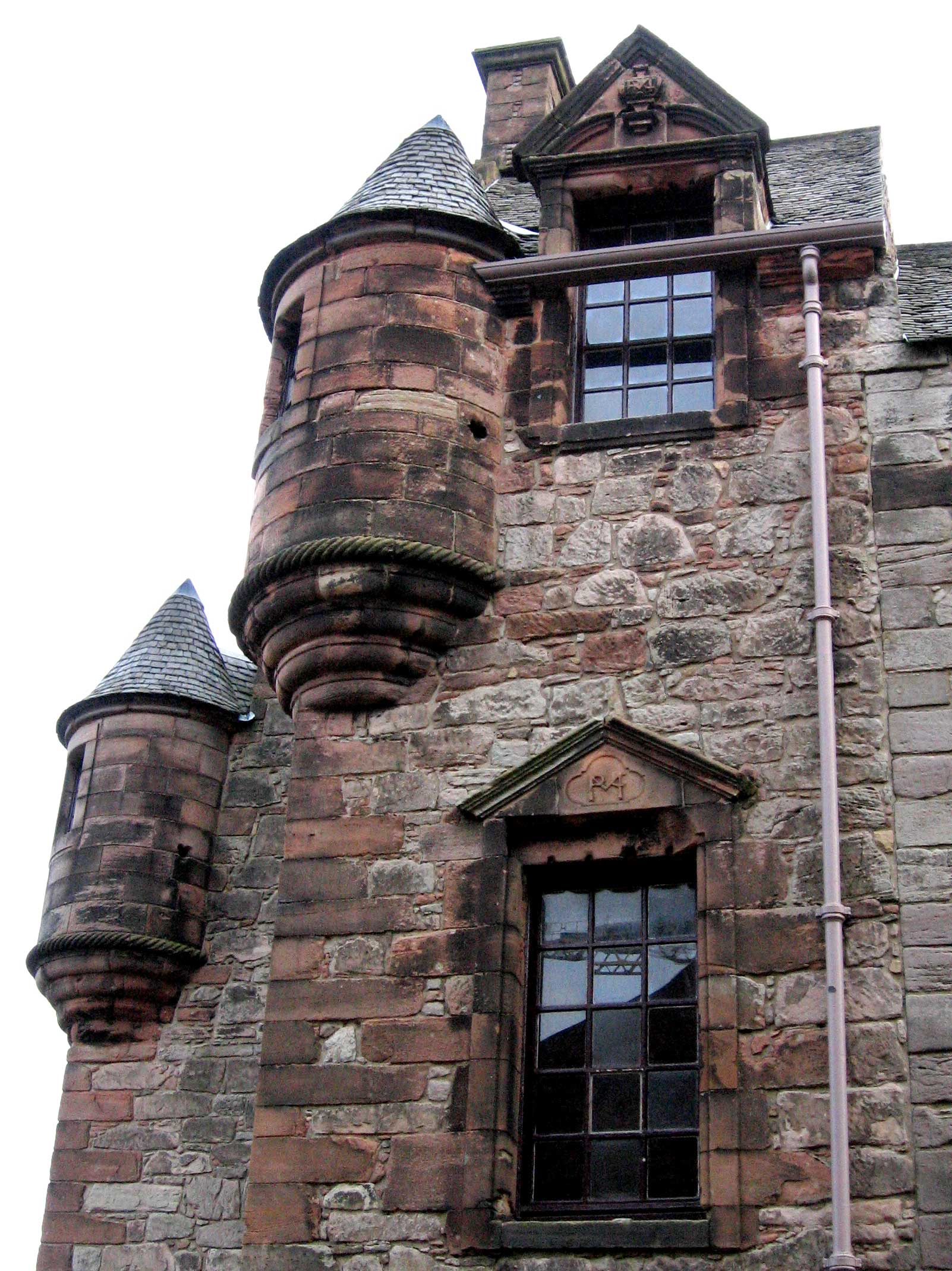
ニューアーク城（en）の建物の角にある持ち送りで支持されたタレット
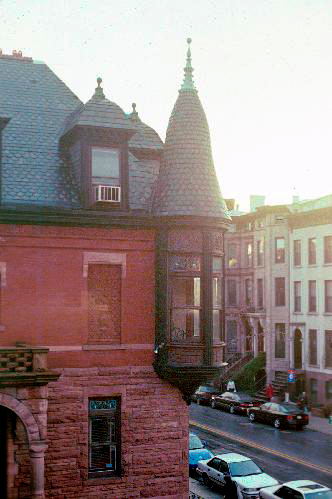
ニューヨーク市ブルックリン区パーク・スロープ地区にあるタレット
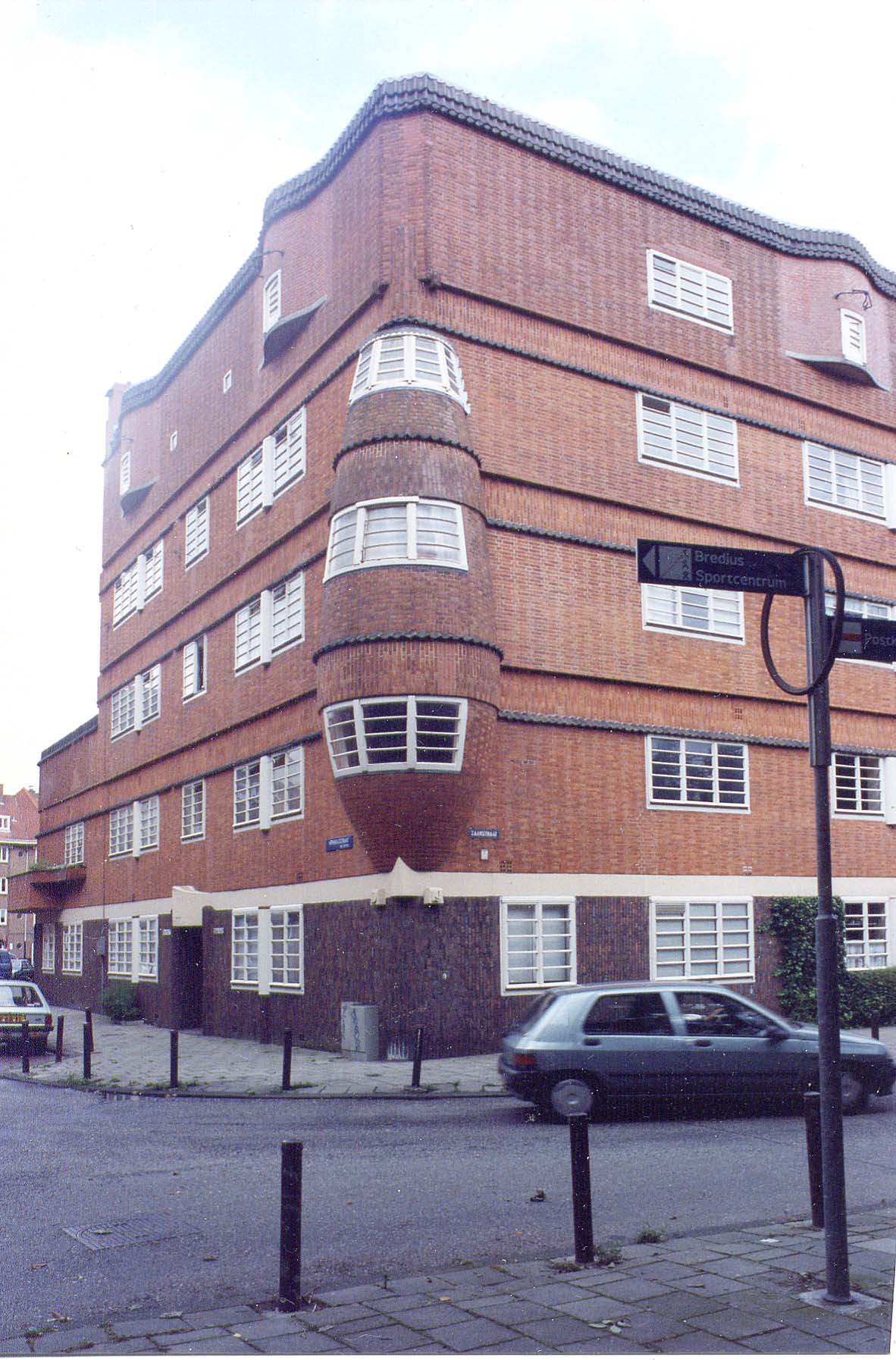
アムステルダムの Het Schip にあるタレット
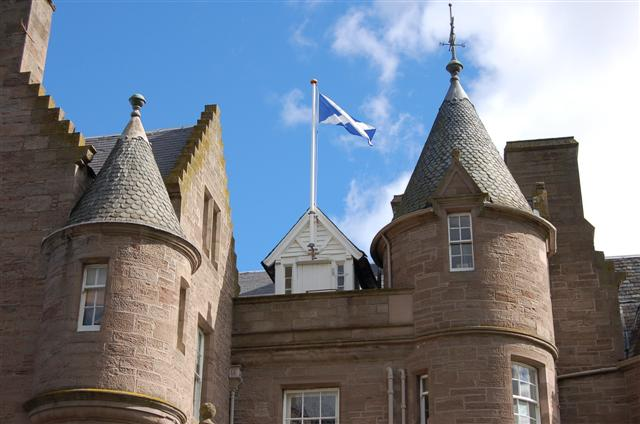
パースのバルハウジー城（en）のタレット
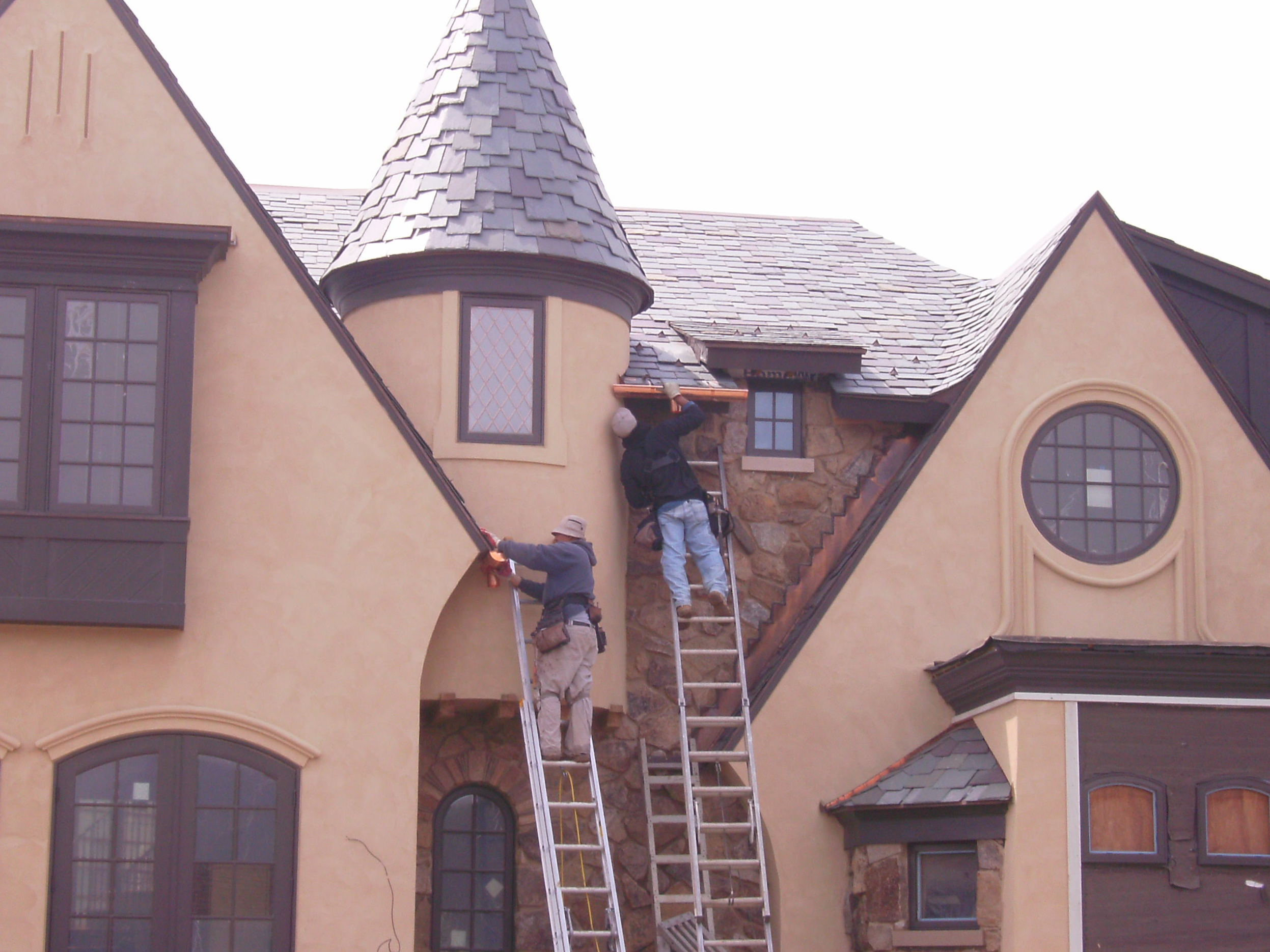
スレート葺き屋根のタレット
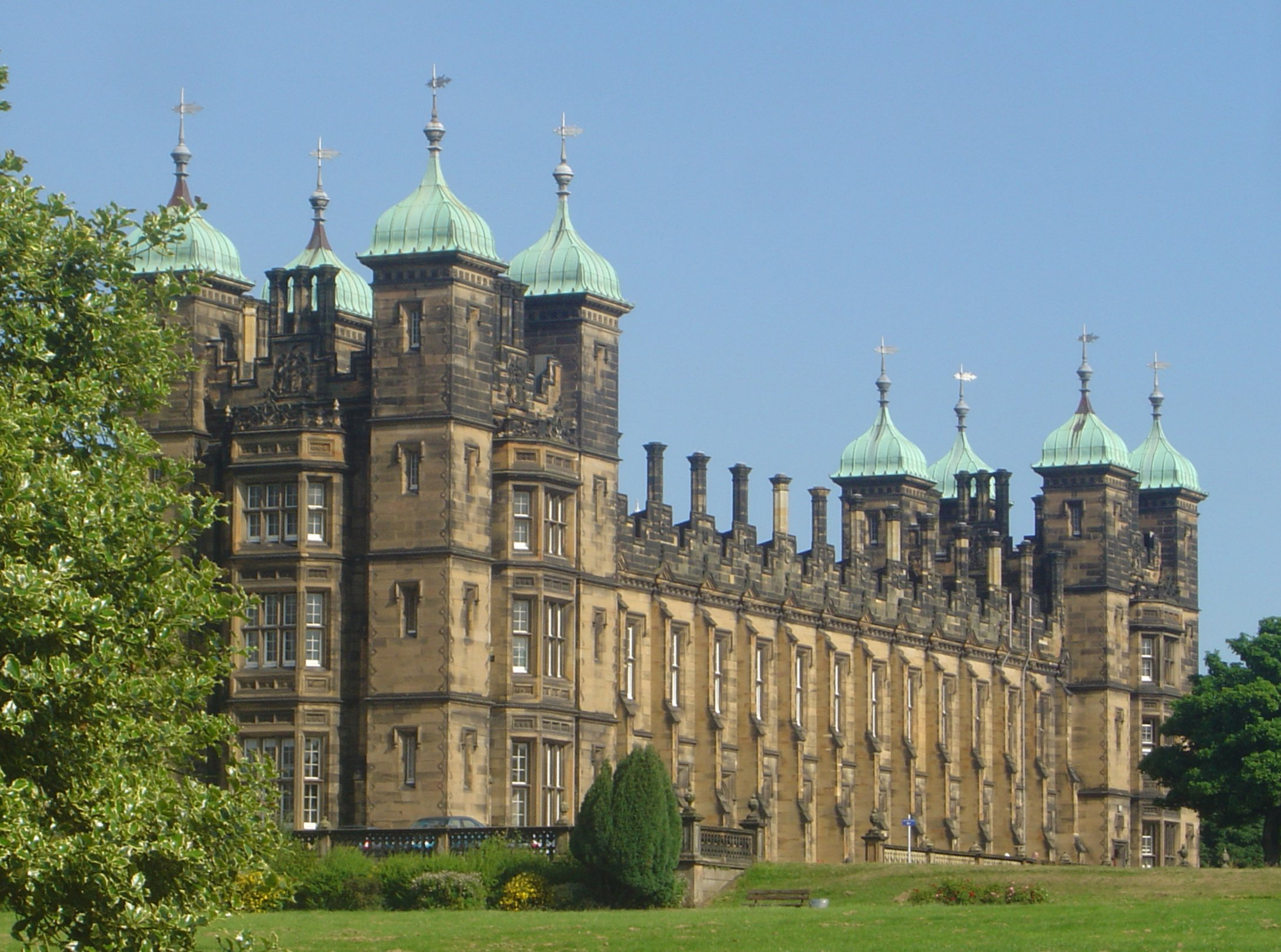
スコットランドのエディンバラにある Donaldson's College のタレット
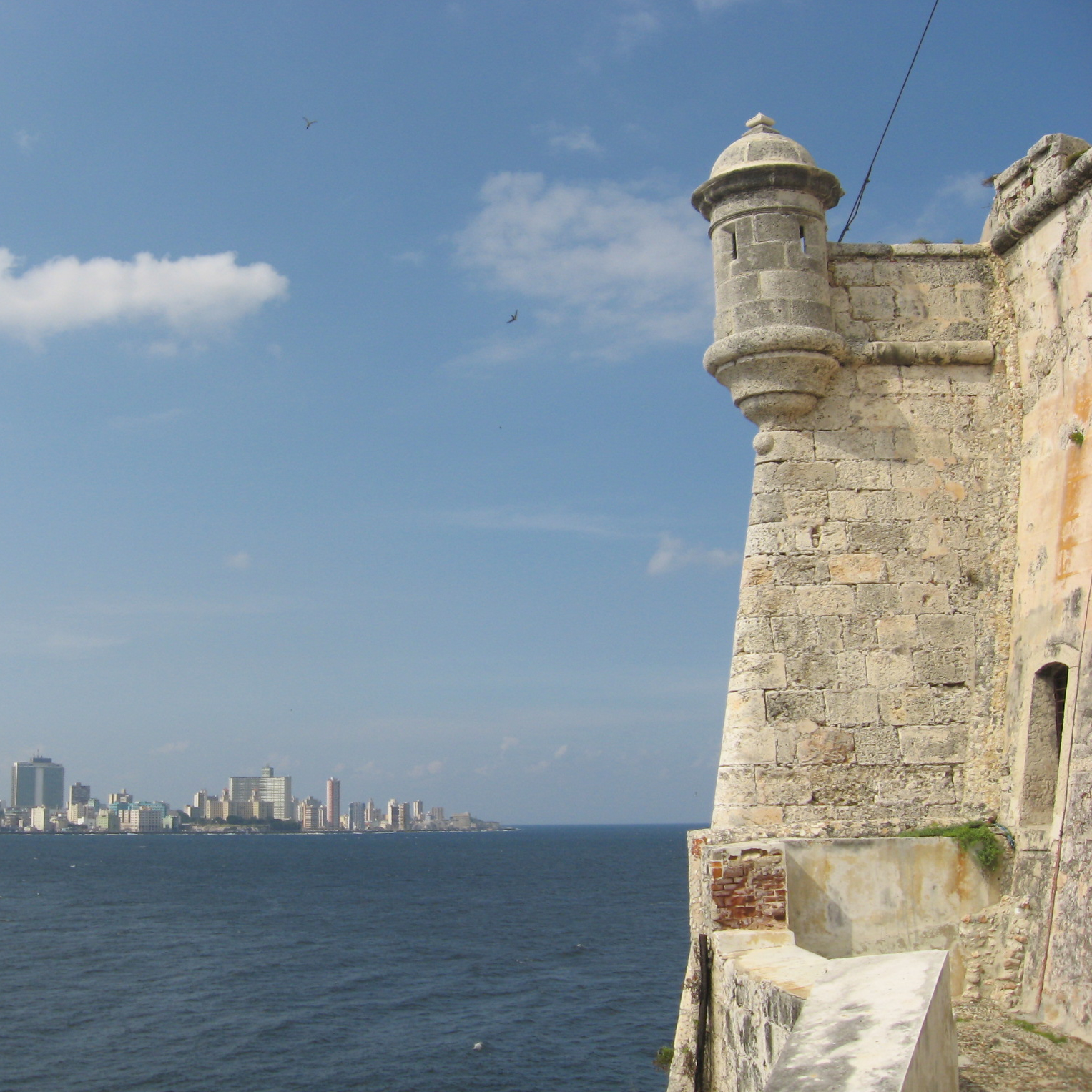
キューバのハバナ港を守る古い要塞のタレット
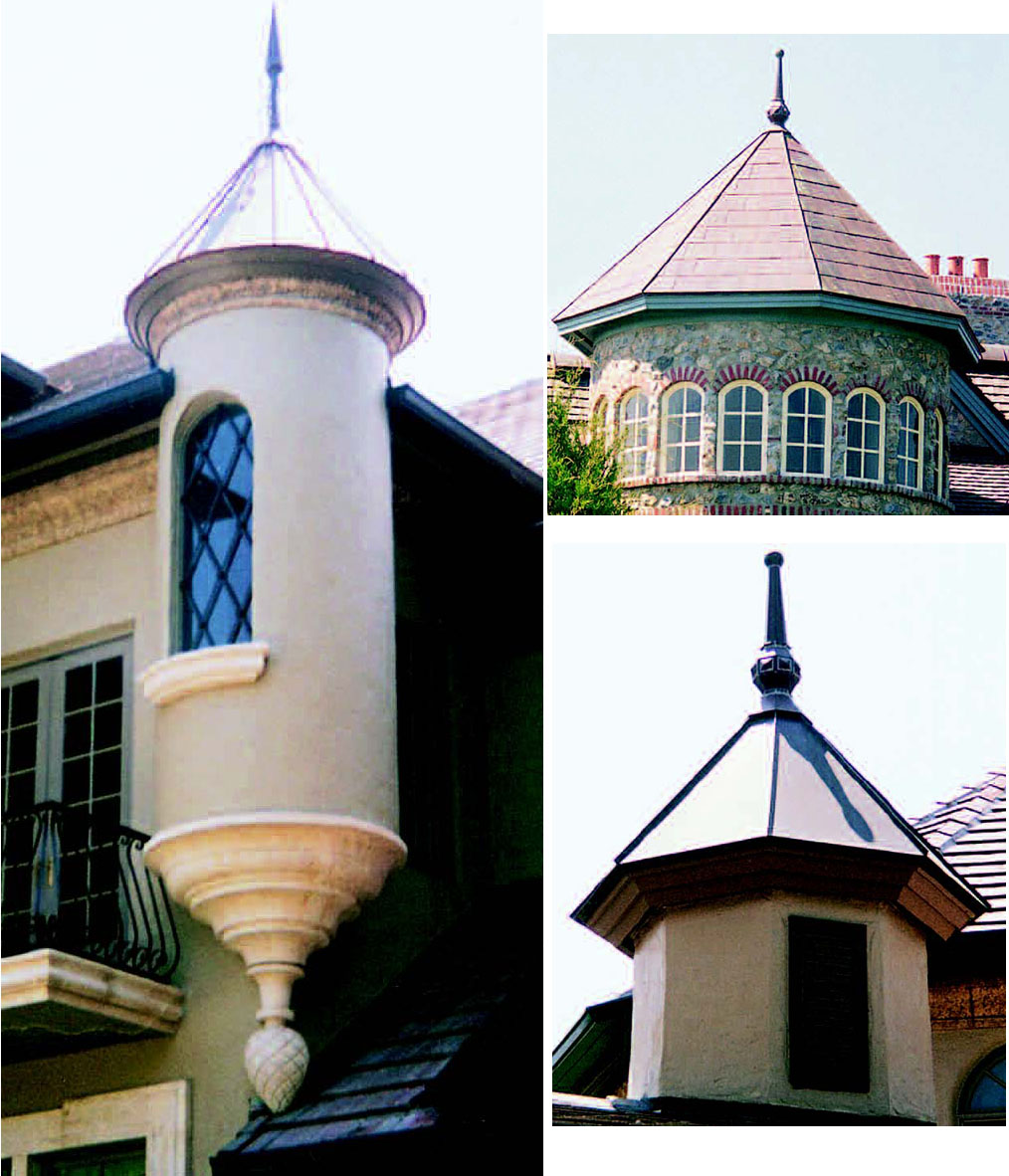
銅板の屋根のタレット
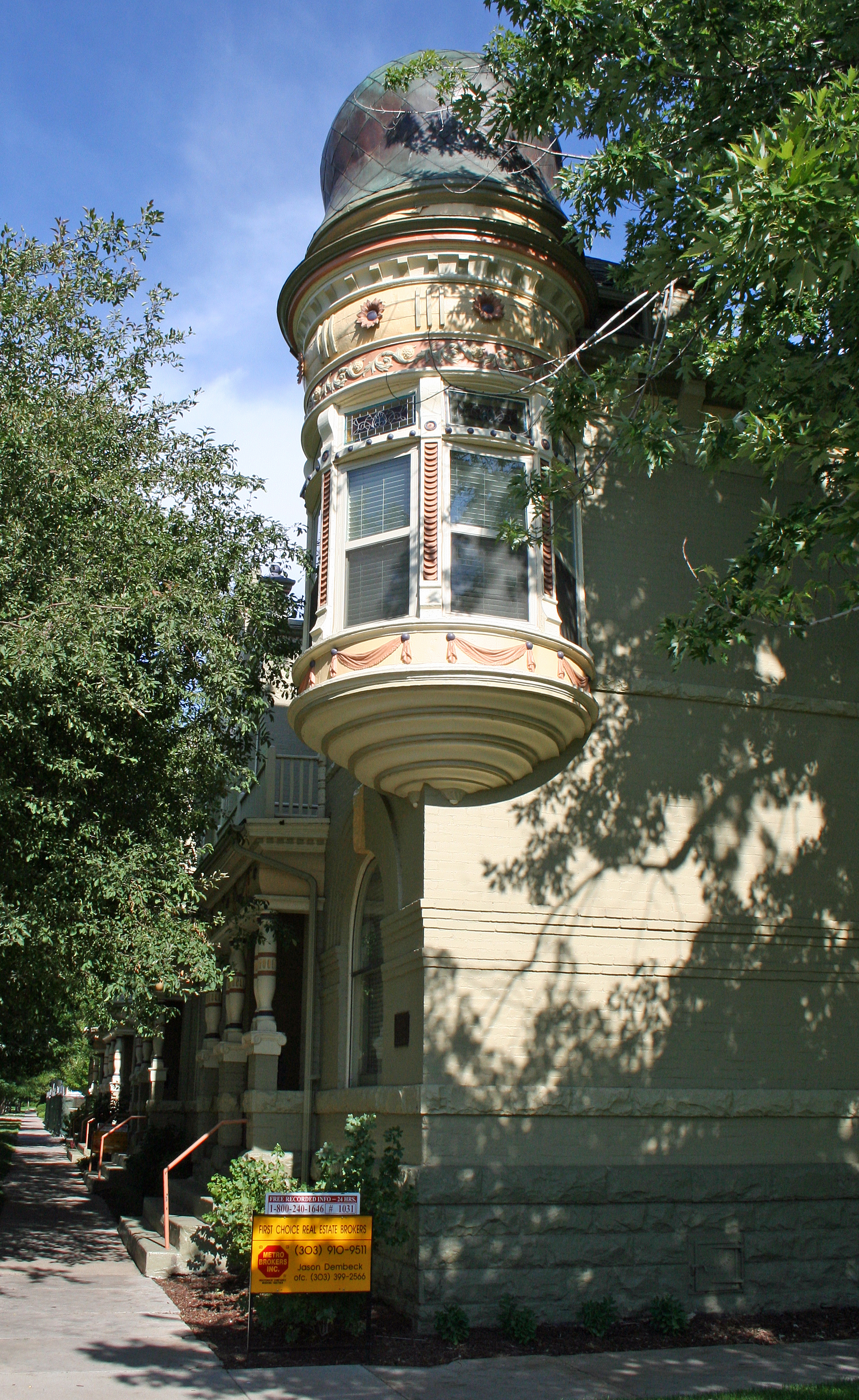
デンバーのとある建物にあるタレット
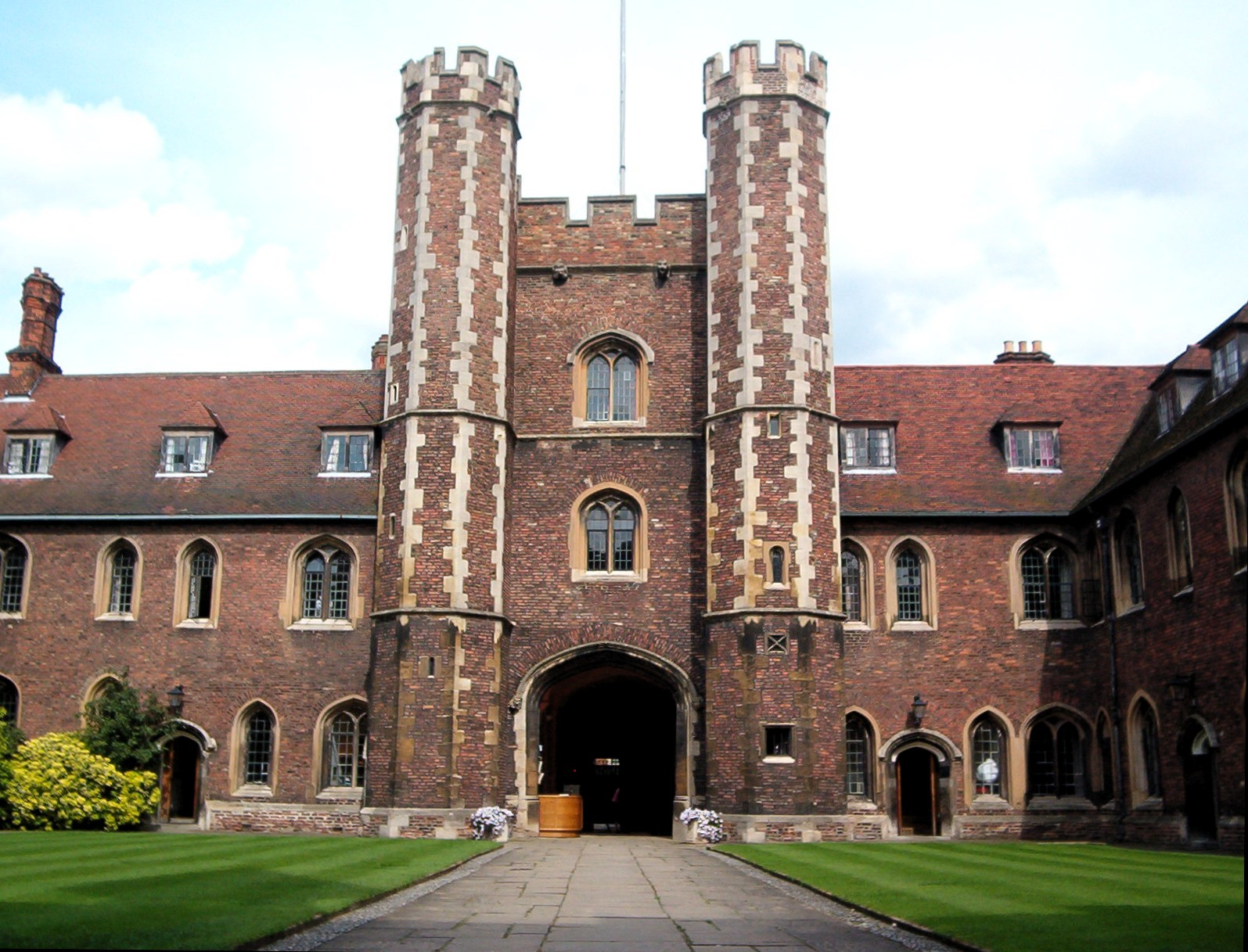
ケンブリッジ大学クイーンズ・カレッジのタレットに挟まれた門
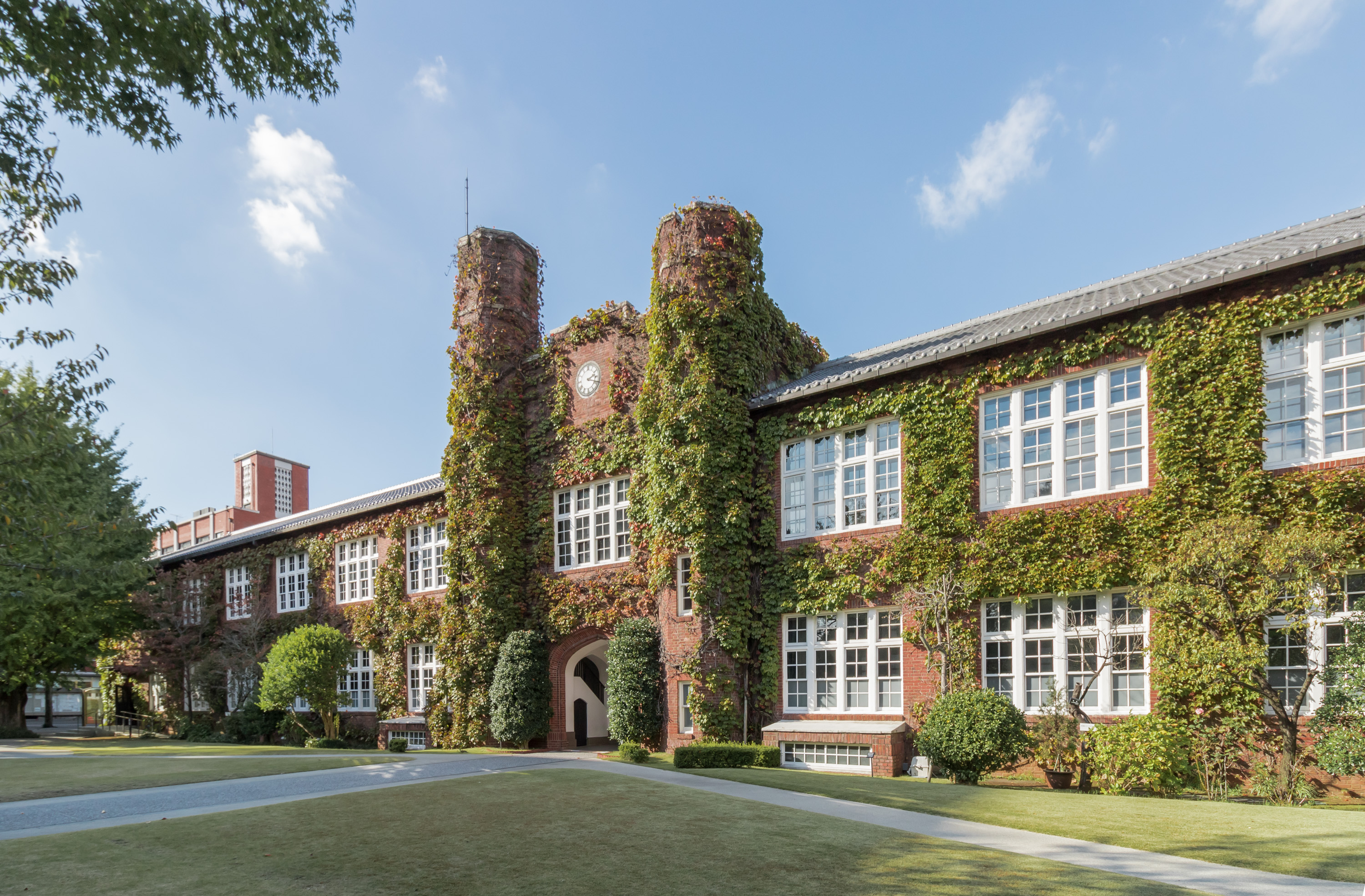
立教大学のモリス館のツタで覆われたタレット（双柱式）